# Dreiband-Weltmeisterschaft 1980

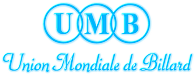
Logo UMB (ausrichtender Verband)

Veranstaltungsort: Buenos Aires

Die Dreiband-Weltmeisterschaft 1980 war das 35. Turnier in dieser Disziplin des Karambolagebillards und fand vom 5. bis 13. Mai 1980 in Buenos Aires statt. Es war die siebte Dreiband-WM in Buenos Aires. Damit ist Buenos Aires Rekordausrichter der Dreiband-WM.

## Geschichte
Wieder einmal dominierte Raymond Ceulemans die Dreiband-WM und sicherte sich seinen 17. Weltmeistertitel im Dreiband. Der Japaner Yoshio Yoshihara war nah dran den Rekord des besten Einzeldurchschnitts (BED) von Ceulemans zu brechen, der bei 60 Ball in 24 Aufnahmen (also 2,400) steht. Gegen Galo Legarda hatte er nach zehn Aufnahmen 40 Punkte, nach 14 Aufnahmen 50 Punkte und nach 17 Aufnahmen 57 Punkte. Für die letzten drei Punkte benötigte er aber noch acht Aufnahmen. Somit blieb er eine Aufnahme über dem Weltrekord. Nach vielen Jahren konnte sich mit dem vierfachen Weltmeister Dieter Müller wieder mal ein Deutscher für die Dreiband-WM qualifizieren. Nach schwachem Start kam er besser ins Turnier. Es reichte am Ende aber nur zum neunten Platz.

## Modus
Gespielt wurde „Jeder gegen Jeden“ bis 60 Punkte.

## Abschlusstabelle
| MP    | Match Points (Sieger = 2; Unentschieden = 1; Verlierer = 0) |
| Pkte. | Erzielte Karambolagen                                       |
| Aufn. | Benötigte Versuche                                          |
| GD    | Generaldurchschnitt                                         |
| BED   | Bester Einzeldurchschnitt eines Spielers                    |
| HS    | Höchstserie                                                 |
|       | Bester GD des Turniers                                      |
|       | Bester ED des Turniers                                      |
|       | Beste HS des Turniers                                       |
|       | 1. Platz (Gold)                                             |
|       | 2. Platz (Silber)                                           |
|       | 3. Platz (Bronze)                                           |

| Platz                      | Name                      | MP    | Pkte. | Aufn. | GD    | BED   | HS |
| -------------------------- | ------------------------- | ----- | ----- | ----- | ----- | ----- | -- |
| 1                          | Raymond Ceulemans         | 22:0  | 660   | 452   | 1,460 | 2,068 | 15 |
| 2                          | Yoshio Yoshihara          | 18:4  | 650   | 534   | 1,217 | 2,400 | 13 |
| 3                          | Nobuaki Kobayashi         | 18:4  | 633   | 528   | 1,198 | 1,714 | 13 |
| 4                          | Christ van der Smissen    | 12:10 | 585   | 540   | 1,083 | 1,935 | 14 |
| 5                          | Luis Doyharzabal          | 12:10 | 585   | 627   | 0,933 | 1,111 | 8  |
| 6                          | Luis Manuel Martinez      | 10:12 | 548   | 618   | 0,886 | 1,363 | 8  |
| 7                          | Galo Legarda              | 10:12 | 542   | 614   | 0,882 | 1,304 | 10 |
| 8                          | George Ashby              | 10:12 | 543   | 633   | 0,857 | 1,200 | 11 |
| 9                          | Dieter Müller             | 10:12 | 529   | 632   | 0,837 | 1,111 | 9  |
| 10                         | Gabriel Fernandez Arevalo | 6:16  | 512   | 590   | 0,868 | 1,250 | 10 |
| 11                         | Harry Sims                | 4:18  | 501   | 694   | 0,721 | 0,952 | 8  |
| 12                         | Mohammed El Machak        | 0:22  | 371   | 712   | 0,521 | –     | 6  |
| Turnierdurchschnitt: 0,928 |                           |       |       |       |       |       |    |